# Carine Galli
Pour les articles homonymes, voir Galli.
Carine Galli, née le 10 février 1985 à Gassin, dans le Var, est une animatrice de télévision et journaliste sportive française. 
Elle est l'envoyée spéciale de la chaîne L'Équipe entre 2016 et 2025.
De 2015 à 2018, elle est l'animatrice de l'émission 100 % foot sur W9. De 2019 à 2020, elle présente l'émission Top départ : lâchez les chevaux ! sur M6.

## Biographie
Originaire de Gassin, dans le département du Var, Carine Galli travaille ponctuellement de 2009 à 2016 comme rédactrice pour le magazine L'Événementiel, spécialisé dans la communication hors-média des entreprises. Elle fait ses débuts télé à l’OM TV en 2010. Elle collabore ensuite avec les chaînes CFoot, RMC, Eurosport, BFM TV, L'Équipe et M6. 
En 2015, elle est recrutée par la chaîne W9 pour animer l’émission 100 % foot et elle décroche la présentation des soirées de Ligue Europa diffusées également sur la chaîne,.
Durant l'Euro 2016, elle devient journaliste bord-terrain sur M6, chargée de donner les précisions au plus près du terrain et de recueillir les réactions des joueurs après les matchs puis en août 2016, elle quitte RMC et Eurosport pour se consacrer à la chaîne L'Équipe, en tant que chroniqueuse, envoyée spéciale ou présentatrice, tout en continuant à collaborer avec M6 et W9 (présentation de 100 % foot). 
Depuis septembre 2017, elle est aussi consultante pour l'émission Radio foot sur Radio France internationale. 
À partir de septembre 2018, elle occupe le poste de journaliste bord-terrain lors des matchs de football de l'équipe de France masculine sur M6 et de l'équipe de France féminine sur W9.
Du 12 octobre 2019 au 14 mars 2020, elle anime, sur M6, l'émission de jeu Top départ, lâchez les chevaux. En parallèle, depuis le 6 octobre 2019, elle présente les retransmissions des Grand-Prix Hippiques diffusées sur M6, accompagnée du consultant Guillaume Covès et des commentateurs de courses,.
Lors de l’Euro 2020, en juin et juillet 2021, elle occupe toujours le poste de journaliste bord-terrain dans les différents stades à travers l'Europe, lors des différentes rencontres diffusées sur M6. À cette même époque, elle présente en deuxième partie de soirée sur M6 l’émission Domino Challenge : La folie continue. Ce programme revient sur les temps forts de l’événement annuel européen de chute de dominos : Domino Day mais également sur les coulisses de Domino Challenge.
Elle présente depuis 2021 Guest Star sur Equidia.
Alors que la Ligue Europa fait son retour sur W9 en septembre 2021, Marie Portolano la remplace à la présentation du magazine d'après-match 100 % foot, vu que ses activités sur L'Équipe ne lui permettent pas de couvrir la compétition pour le groupe M6. Dès cette année-là, elle devient présentatrice de l'Équipe de Greg chaque vendredi en plus de son rôle de chroniqueuse et d'envoyé spécial sur le canal 21.
Dès août 2022, elle accentue sa collaboration avec le groupe M6, dans le cadre de RTL Foot, où elle est chroniqueuse chaque vendredi et samedi. Elle continue à participer à l'Équipe de Greg qu'elle présente désormais un vendredi sur deux,.
Depuis août 2023, en raison de ses activités sur RTL, elle ne peut plus assurer les remplacements du vendredi dans L’Équipe de Greg qui change d’horaire. Elle est remplacée à ce poste par Benoît Cosset, elle reste cependant chroniqueuse dans l’émission.
À l’occasion de l’Euro 2024, elle aurait dû assurer son rôle de journaliste bord-terrain mais en raison d’une blessure, elle échange de rôle avec Laurie Samama et devient chroniqueuse en plateau dans l'émission 100 % Euro.
En juillet 2025, elle quitte La Chaîne l'Équipe et le Groupe M6-RTL pour rejoindre RMC à la rentrée. Elle présente l’After Foot chaque vendredi et samedi ainsi qu’Intégrale Foot, le dimanche.

## Vie privée
De 2020 à 2024, elle a été en couple avec le chroniqueur Giovanni Castaldi (fils de Jean-Pierre Castaldi), rencontré dans les coulisses de la chaîne L'Équipe.

## Bilan médiatique
- 2010-2011 : OM TV online sur OM TV
- 2012-2016 : Le Grand Plateau sur Eurosport
- 2012-2016 et depuis 2025 : After Foot sur RMC
- 2014 : Consultante sur BFM TV
- 2015-2018 : 100 % Foot sur M6 et W9 : présentatrice
- 2016-2025 : reporter sur L'Équipe
- 2016-2017 : L'Équipe type sur L'Équipe : chroniqueuse et remplaçante
- 2016-2025 : L'Équipe du soir sur L'Équipe : chroniqueuse
- 2016-2025 : journaliste lors des matchs (en bord du terrain) sur M6 et W9
- 2017-2021 : L'Équipe d'Estelle sur L'Équipe : chroniqueuse et remplaçante
- 2018-2020 : L'Equipe Mercato sur L'Équipe

- 2019-2025 : Courses hippiques sur M6 : présentatrice
- 2019-2020 : Top départ, lâchez les chevaux sur M6
- 2019 : Tirage au sort de l'UEFA Euro 2020 sur W9 avec David Ginola
- 2021 : Les Reines du shopping (Spéciale célébrités) sur M6 : candidate
- 2021 : Domino Challenge : La folie continue sur M6 : animatrice
- 2021-2025 : L'Équipe de Greg sur L'Équipe : chroniqueuse (et remplaçante jusqu'en 2023)
- 2021-2025 : Grand prix d’Amérique sur M6 (avec Xavier de Moulins depuis 2023)
- 2021-2022 : Guest Star sur Equidia
- 2022-2025 : RTL Foot sur RTL : chroniqueuse
- 2023 : Tirage au sort de l'Euro 2024 sur W9 avec Xavier Domergue
- 2025 : The Island : l’île du bagne sur M6 : candidate
- 2025 : Les sportifs du dimanche sur RTL : animatrice avec Alex Vizorek
- Depuis 2025 : Intégrale Foot sur RMC